# Neuer Sächsischer Kunstverein
Der Neue Sächsische Kunstverein e. V. in Dresden ist ein gemeinnütziger eingetragener Verein. Ende 2009 hatte er 522 Mitglieder.

## Geschichte
Der Neue Sächsische Kunstverein steht in der Nachfolge des 1828 in Dresden gegründeten Sächsischen Vereins zur Beförderung der bildenden Kunst zur Ermutigung der Künstler, der von Johann Wolfgang von Goethe und Johann Gottlob von Quandt ins Leben gerufen wurde. 1946 musste der Verein aufgrund einer politischen Entscheidung seine Arbeit einstellen.
Am 29. April 1990 trafen sich Persönlichkeiten der Dresdner Kunst- und Kulturszene in der Semperoper zur Wiederbelebung des Sächsischen Kunstvereins. Unter den Gründungsmitgliedern waren u. a. der Sänger Gunther Emmerlich, der Musiker Professor Ludwig Güttler, Professor Johannes Heisig, Maler an der Hochschule für Bildende Künste Dresden, Friedrich-Wilhelm Junge, Schauspieler am Theater Dresdner Brettl, der Maler und Grafiker Max Uhlig und Professor Udo Zimmermann, Komponist am Dresdner Zentrum für zeitgenössische Musik.
Ursprünglich im Stadtzentrum Dresdens angesiedelt, zog der Kunstverein 2009 in das Festspielhaus Hellerau, Europäisches Zentrum der Künste, gelegen in der Gartenstadt Hellerau. Hier haben weitere Vereine und Institutionen der sächsischen Kunstszene ihren Sitz, wie z. B. der Deutsche Werkbund, die Kulturstiftung des Freistaates Sachsen und der Sächsische Kultursenat. Mitte 2014 verlagerte der Verein sein Büro zurück ins Stadtzentrum und ist seitdem in der Wilsdruffer Vorstadt im barocken Gebäude des Umweltzentrums Dresden zu finden.

## Aktivitäten
Der Verein widmet sich mit Ausstellungen, Konzerten, Theateraufführungen, Vorträgen, Gesprächen, Autorenlesungen, Auktionen der sächsischen Kunst in den Sektionen Bildende Kunst, Musik, Architektur/Baukunst, Literatur und Tanz. Zur Förderung junger Kunst in Sachsen hat der Verein verschiedene Preise gestiftet. Organisiert werden Ausstellungen, bisher unter anderem mit Günter Grass, Gerhard Richter, Fritz Löffler oder Picasso, Atelierbesuche, Künstlergespräche und Führungen. Der Verein hat verschiedene Veranstaltungsreihen in seinem Programm: Ballett: Padedöh, Lesungen: Hirngefunkel (vorgestellt von Thomas Rosenlöcher, Jazz: Erstbegegnungen).
2004 wurde die Tanzreihe PADEDÖH eröffnet – angelehnt an den französischen Begriff für Paartanz im klassischen Ballett Pas de deux. Tanzimprovisationen der Studenten der Palucca Schule Dresden, Hochschule für Tanz bedienen jeweils ein Ausstellungsthema mit improvisierten oder choreografischen Duetten.

### Ausstellungen (Auswahl)
- 2010 Einen Ort herstellen[2] (Künstler unter anderem Via Lewandowsky)
- 2006 Picasso[3]
- 2003 Roman Opałka
- 2003 Tadeusz Kantor

### PreisSACHSEN_ART
Seit 2006 stiftet der Neue Sächsische Kunstverein den Preis für junge Kunst in Sachsen SACHSEN_ART. Preisträger waren bisher:
- 2006 Katharina Günther, Henrik Meyer, Karen Weinert und Anja Bohnhof, Fotografie
- 2007 Stefanie Busch, Dresden, Druckgrafik
- 2008 Marianne Eggimann, Leipzig, Kleinplastik
- 2009 Oxana Jad, Dresden, Fotografie
- 2010 Hjördis Baacke, Leipzig, Malerei
- 2013 Anna Leonhardt, Dresden, Malerei
- 2015 Wiebke Herrmann, Dresden, Malerei
- 2016 Mako Mizobuchi, Leipzig, Fotografie